# دني مارتن فلين
دني مارتن فلين (بالإنجليزية: Denny Martin Flinn)‏ (21 ديسمبر 1947، سان فرانسيسكو في الولايات المتحدة - 24 أغسطس 2007، وودلاند هيلز، كاليفورنيا في الولايات المتحدة)؛ كاتب سيناريو وروائي أمريكي.

## روابط خارجية
- دني مارتن فلين على موقع IMDb (الإنجليزية)
- دني مارتن فلين على موقع ألو سيني (الفرنسية)
- دني مارتن فلين على موقع أول موفي (الإنجليزية)
- دني مارتن فلين على موقع قاعدة بيانات برودواي على الإنترنت (الإنجليزية)
- دني مارتن فلين على موقع قاعدة بيانات الفيلم (الإنجليزية)
- دني مارتن فلين على موقع كينوبويسك (الروسية)